# Antonio Romero Martínez
Antonio Romero Martínez (Ronda, 18 de septiembre de 1763 - Granada, 5 de mayo de 1802) fue un torero español, de la dinastía de los Romero, y hermano del legendario matador de toros Pedro Romero.

## Biografía
Hijo de Juan Romero y Mariana Martínez, fue el menor de siete hermanos, siendo bautizado en la parroquia de Santa María la Mayor de su localidad natal. En Ronda creció en medio de un gran ambiente taurino ya que tanto su abuelo, su padre como varios de sus hermanos se dedicaron a la tauromaquia, como toreros y como banderilleros.
Las primeras referencias que se tienen hasta la fecha de Antonio Romero como torero se remontan al 19 de mayo de 1785, actuando en la corrida de inauguración de la Plaza de toros de Ronda junto a sus hermanos Pedro Romero, José Romero y José Delgado "Pepe-Hillo".
Las siguientes noticias que se tienen de él trascienden al 7 de julio de 1789 cuando, con veintiséis años, alternó con su hermano Pedro en la Plaza de toros de Sevilla. Ese mismo año tuvo lugar su debut en la capital, en los festejos que tenían lugar en la Plaza Mayor de Madrid, junto a Pedro Romero y Joaquín Rodríguez "Costillares", lidiando once toros cada uno, lidiándose los dos últimos a cargo de José.
Ese mismo año de 1789, con la subida al poder del rey Carlos IV, se celebraron en Madrid diversos festejos taurinos. El día 22 de septiembre tuvo lugar una "fiesta de toros en la plaza mayor, en la forma acostumbrada, asistiendo SS.MM. y los tribunales". Esa tarde intervenían como segundos espadas Antonio Romero y su hermano José, además del diestro Juan José de la Torre.A partir de entonces se contabilizan varias actuaciones en la villa y corte, también el 8 de junio de 1793, cuanto tuvo lugar la muerte del varilarguero Bartolomé Carmona. 
En la edición de El Cossío (2007), dirigida por Sánchez Vigil, el biógrafo de Romero sostiene que "no debía tener ningún crédito taurino, y no es temerario suponer que la protección de su hermano Pedro era la principal razón de su permanencia en los carteles".
Finalmente, el 5 de mayo de 1802 se anuncia en la plaza de toros de la Real Maestranza de Caballería de Granada. Esta tarde, la última de su carrera, el toro Ollero, de la ganadería del marqués de Tous, le propinaba una grave cornada mientras entraba a matar, "en el muslo derecho, á consecuencia de la que falleció".
La muerte del torero rondeño tuvo su traslado en el arte, como demuestra un grabado de la época titulado "Cogida y muerte de Antonio Romero en la plaza de Granada" y que estuvo presente en la exposición El Arte en la tauromaquia (1918), procedente de una colección particular.